# یواس‌اس کریتر (ای‌کی-۷۰)
یواس‌اس کریتر (ای‌کی-۷۰) (به انگلیسی: USS Crater (AK-70)) یک کشتی است که طول آن ۴۴۱ فوت ۶ اینچ (۱۳۴٫۵۷ متر) می‌باشد. این کشتی  در سال ۱۹۴۲ ساخته شد.